# 2018年亞洲運動會乒乓球比賽
2018年亞洲運動會乒乓球比賽為第十八屆亞洲運動會的其中一項競賽項目，共產生5面金牌；賽事於2018年8月26日至9月1日在雅加達國際展覽中心舉行。

## 參賽運動員
本屆乒乓球比賽共有來自 28 個國家/地區的 193 名運動員參加，具體分布如下：

| - 中国（10） - 中国香港（10） - 印度尼西亚（10） - 印度（10） - 伊朗（8） - 日本（8） - 韩国（10） | - 沙特阿拉伯（4） - （3） - 老挝（5） - 黎巴嫩（2） - 中国澳门（10） - 马来西亚（8） - 马尔代夫（8） | - 蒙古（9） - 尼泊尔（6） - 巴基斯坦（6） - 菲律宾（1） - 朝鲜（10） - （7） - 新加坡（6） | - 斯里兰卡（4） - 泰国（10） - （1） - 中华台北（10） - 阿拉伯联合酋长国（3） - 越南（9） - 也门（5） |

## 獎牌統計

### 國家獎牌榜
| 排名 | 国家／地区 | 金牌 | 银牌 | 铜牌 | 總數 |
| ---- | ---------- | ---- | ---- | ---- | ---- |
| 1    | 中国       | 5    | 3    | 0    | 8    |
| 2    | 韩国       | 0    | 1    | 3    | 4    |
| 3    | 朝鲜       | 0    | 1    | 0    | 1    |
| 4    | 中国香港   | 0    | 0    | 2    | 2    |
| 4    | 印度       | 0    | 0    | 2    | 2    |
| 6    | 中华台北   | 0    | 0    | 1    | 1    |
| 6    | 伊朗       | 0    | 0    | 1    | 1    |
| 6    | 新加坡     | 0    | 0    | 1    | 1    |
| 總計 | 總計       | 5    | 5    | 10   | 20   |

### 項目獎牌榜
| 項目     | 金牌                                            | 银牌                                                                   | 铜牌                                                                                                |
| 男子單打 | 樊振东（中国）                                  | 林高远（中国）                                                         | 诺沙德·阿拉米安（伊朗）                                                                             |
| 男子單打 | 樊振东（中国）                                  | 林高远（中国）                                                         | 李相秀（韩国）                                                                                      |
| 男子團體 | 中国 · 樊振东 · 林高远 · 梁靖崑 · 王楚钦 · 薛飞 | 韩国 · 張禹珍 · 鄭榮植 · 金東賢 · 李相秀 · 林鐘勳                      | 印度 · Anthony Amalraj · Harmeet Desai · 萨蒂延·格纳纳塞卡兰 · 沙拉特·卡迈勒 · Manav Vikash Thakkar |
| 男子團體 | 中国 · 樊振东 · 林高远 · 梁靖崑 · 王楚钦 · 薛飞 | 韩国 · 張禹珍 · 鄭榮植 · 金東賢 · 李相秀 · 林鐘勳                      | 中华台北 · 陳建安 · 莊智淵 · 李佳陞 · 廖振珽 · 林昀儒                                               |
| 女子單打 | 王曼昱（中国）                                  | 陈梦（中国）                                                           | 田志希（韩国）                                                                                      |
| 女子單打 | 王曼昱（中国）                                  | 陈梦（中国）                                                           | 于夢雨（新加坡）                                                                                    |
| 女子團體 | 中国 · 陈梦 · 朱雨玲 · 孙颖莎 · 陈幸同 · 王曼昱 | 朝鲜 · 车孝心 · Choe Hyon-hwa · Kim Nam-hae · 金松怡 · Pyon Song-gyong | 中国香港 · 杜凱琹 · 李皓晴 · 李清韻 · 吳穎嵐 · 蘇慧音                                               |
| 女子團體 | 中国 · 陈梦 · 朱雨玲 · 孙颖莎 · 陈幸同 · 王曼昱 | 朝鲜 · 车孝心 · Choe Hyon-hwa · Kim Nam-hae · 金松怡 · Pyon Song-gyong | 韩国 · 崔孝珠 · 田志希 · 金志祜 · 徐孝元 · 梁夏銀                                                   |
| 混合雙打 | 王楚钦（中国） · 孙颖莎（中国）                 | 林高远（中国） · 王曼昱（中国）                                        | 何鈞傑（中国香港） · 李皓晴（中国香港）                                                             |
| 混合雙打 | 王楚钦（中国） · 孙颖莎（中国）                 | 林高远（中国） · 王曼昱（中国）                                        | 沙拉特·卡迈勒（印度） · 马妮卡·巴特拉（印度）                                                       |

## 外部連結
- Table Tennis | Asian Games 2018 Jakarta Palembang（页面存档备份，存于）